# Chloroleucon mangense
Chloroleucon mangense là một loài thực vật có hoa trong họ Đậu. Loài này được (Jacq.) Britton & Rose mô tả khoa học đầu tiên.